# Теодеберт I
Теодеберт І (фр. Théodebert I; близько 500—548) — король франків у 533—548 роках. Правив Австразією зі столицею у Меці. Син Теодоріха І.

## Молоді роки
«Статний та діяльний», як про нього пише Григорій Турський, Теодеберт відігравав важливу роль у політичному та військовому житті Австразії та Франкської держави загалом ще під час життя батька. Зокрема, він відбив данський напад на узбережжя Австразії, вбивши під час морської битви їхнього короля Хігелака (Хлохілаїха) та повернувши награбовану здобич. Брав участь у завойовницькому поході на Тюрингію.
533 року спільно з сином Хлотара І Гунтаром — своїм двоюріднім братом — здійснив похід на вестготів. Гунтар, однак, невдовзі повернувся додому безрезультатно, а Теодеберт зміг підкорити владі франків дві фортеці поблизу міста Безьє.

## Сходження на престол
Перебуваючи в поході проти вестготів, Теодеберт дізнався про тяжку хворобу батька і поспішив повернутись додому, щоб прийняти від нього владу. Наприкінці 533 р. Теодоріх І помер, а його володіннями спробували заволодіти Хільдеберт I та Хлотар I. За допомоги своєї військової дружини Теодеберт зумів відбити напад дядьків та затвердив свою владу в Австразії. Незабаром Хільдеберт не лише припинив війну, але й визнав Теодеберта за свого сина, оскільки не мав власних дітей.
Утворивши союз, Хільдеберт та Теодеберт виступають цього разу спільно проти Хлотара. Маючи військову перевагу, вони почали облогу табору супротивника. Однак через негоду відступили та уклали мир.

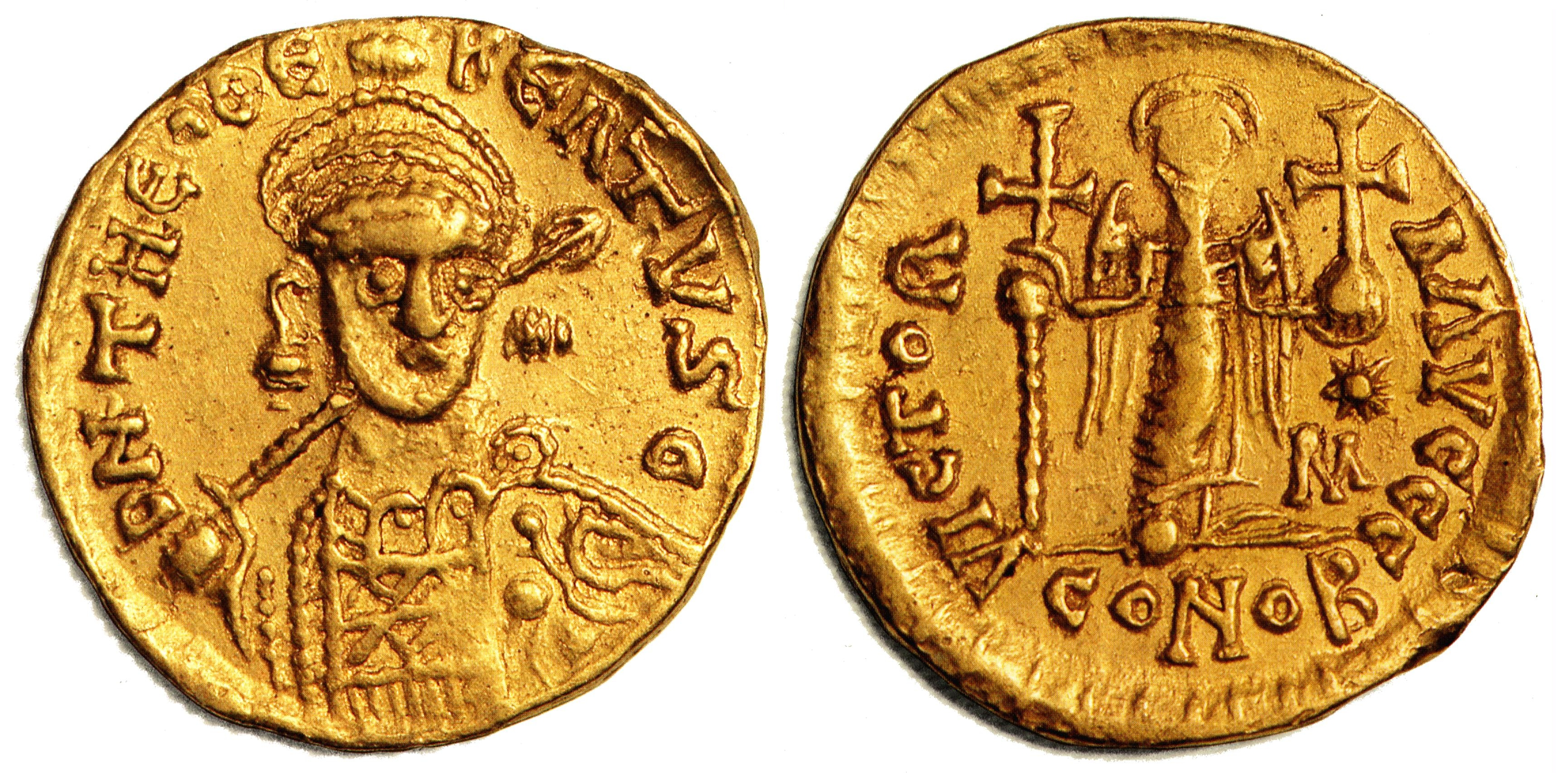
Золотий солід Теодеберта І (534 р.)

## Внутрішня політика
Теодеберт користувався значною повагою серед підвладного населення через свою справедливість, щедрість та милосердність. Підтримував тісні зв'язки з католицькими ієрархами, зокрема обдаровував релігійні установи та звільнив церкви Клермона від оподаткування. Марій Аваншський у своїй «Хроніці» називає його «великим королем франків».
На Теодеберта мали значний вплив галло-римські радники (Астеріол, Секундін, Парфеній тощо). Намагався відкрито наслідувати римських імператорів. Вів дипломатичне листування з Візантією. Першим серед варварських королів наказав викарбувати монети із власним зображенням, а не константинопольського правителя. В Арлі організував кінні змагання.

## Зовнішня політика
534 року спільно з дядьками поділив завойоване перед цим франками Бургундське королівство, отримавши його північні землі, що вже пізніше отримали назву Франш-Конте.
Головним напрямом експансії франків на чолі з Теодебертом був південь, де король втрутився у протистояння остготів з Візантією. За прихильність Теодеберта змагались обидва супротивники. Намагаючись заручитися його підтримкою, король остготів Вітігес 537 року поступився на користь франків Провансом, що був поділений між Хільдебертом та Теодебертом. Після цього останній формально виступив на боці остготів, хоча насправді переслідував власні інтереси в регіоні.
539 року Теодеберт напав на Північну Італію, спустошивши Лігурію та Емілію (особливо постраждала Генуя). Подальше просування його війська зупинила епідемія шигельозу. Після 541 року, як зазначив Прокопій Кесарійський, зумів підкорити своїй владі більшу частину Північної Італії, зокрема змусив виплачувати собі данину венетів, а також мешканців Коттійських Альп та Лігурії.

## Родина
Був заручений з Візігардою — дочкою короля лангобардів Вахона. Проте під час походу на вестготів познайомився з вдовою Деотерією та став з нею жити, а після сходження на престол — офіційно одружився. Мав сина Теодобальда від Деотерії.
Через незадоволення франків після кількох років спільного з Деотерією життя був змушений розійтись з нею та виконати свою обіцянку, що була дана Візігарді. Однак прожив з останньою недовго, оскільки вона рано померла. Був одруженим втретє.